# (1774) Kulikov
(1774) Kulikov ist ein Asteroid des Hauptgürtels, der am 22. Oktober 1968 von der russischen Astronomin T. Smirnowa am Krim-Observatorium in Nautschnyj entdeckt wurde.
Der Asteroid ist nach dem russischen Geodäten Dimitri K. Kulikow benannt.